# Ghattas Hazim
Ghattas Hazim (en arabe : غطاس هزيم) est le métropolite de l’archidiocèse grec-orthodoxe de Bagdad et du Koweït. Il est né en 1963 à Mhardeh.